# Elaiopezia
Elaiopezia Van Vooren – rodzaj grzybów z rodziny kustrzebkowatych (Pezizaceae).

## Charakterystyka
Askokarp typu apotecjum. Jest skórzaste, krążkowate lub nieco kubkowate, małe, oliwkowe, żółtawe lub brązowe z wyraźnymi oliwkowymi odcieniami. Miąższ bez mleczka. Worki z wieczkiem, 8-zarodnikowe, ich ściana pod działaniem odczynnika Melzera wybarwia się w sposób rozproszony. Wstawki zawierają żółty, żółtoochrowy lub oliwkowy pigment, czasem ten pigment zawierają także ich ściany na wierzchołkach. Askospory gładkie lub ornamentowane, bez gutuli, czasami w początkowym etapie rozwoju zawierają drobne granulki lub kropelki.
Grzyby saprotroficzne.

## Systematyka i nazewnictwo
Pozycja w klasyfikacji według Index Fungorum: Pezizaceae, Pezizales, Pezizomycetidae, Pezizomycetes, Pezizomycotina, Ascomycota, Fungi.
Takson utworzył Nicolas Van Vooren w 2020 r. Gatunki:
- Elaiopezia boudieri (Cooke) Van Vooren 2020
- Elaiopezia luteola (Velen.) Van Vooren 2020
- Elaiopezia obtusapiculata (J. Moravec) Van Vooren 2020
- Elaiopezia polaripapulata (J. Moravec) Van Vooren 2020
- Elaiopezia simplex (Dougoud & Moyne) Dougoud, Moyne & Van Vooren 2021
- Elaiopezia waltersii (Seaver) Grootmyers, Healy & Van Vooren 2021

Wykaz gatunków i nazwy naukowe według Index Fungorum.
W Polsce występuje Elaiopezia polaripapulata (podana jako Peziza polaripaulata).